# 北希羅鎮區 (明尼蘇達州雷德伍德縣)
北希羅鎮區（英語：North Hero Township）是位於美國明尼蘇達州雷德伍德縣的一個行政鎮區。

## 歷史
北希羅鎮區於1873年成立，得名自位於佛蒙特州的北希羅。

## 地方資料
北希羅鎮區的面積為91.11平方千米，當中陸地面積為91.08平方千米，而水域面積為0.03平方千米。根據2020年美國人口普查的數據，當地共有人口154人，而人口密度為每平方千米1.69人。